# Cecily Neville

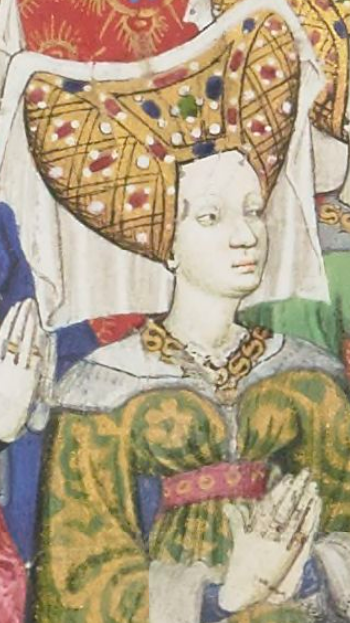
Cecily Neville, Ausschnitt aus dem Neville Book of Hours, f. 27v, Bibliothèque Nationale de France, Paris

Cecily Neville, Duchess of York (* 3. Mai 1415; † 31. Mai 1495), war eine englische Adlige. Sie war die Tochter von Ralph Neville, 1. Earl of Westmorland, und Joan Beaufort, Countess of Westmorland. Ihre Mutter war eine Enkelin König Edwards III. 1429 heiratete sie Richard Plantagenet, 3. Duke of York, Anführer des Hauses York in den Rosenkriegen. Im Laufe der Rosenkriege wurden zwei ihrer Söhne, Eduard IV. und Richard III., Könige von England.

## Familie
Cecilly Neville war das Kind von Ralph Neville, 1. Earl of Westmorland, und seiner zweiten Ehefrau Joan Beaufort, Countess of Westmorland. Ralph Neville hatte 22 Kinder von zwei Ehefrauen, Cecily war die Jüngste. Auf der mütterlichen Seite stammte Cecily von König Eduard III. von England ab, denn ihre Großeltern mütterlicherseits waren John of Gaunt, 1. Duke of Lancaster, und seine dritte Ehefrau, Catherine Swynford. John of Gaunt war ein Sohn von König Eduard III. und Philippa von Hennegau. Cecilys Großeltern auf väterlicher Seite waren John Neville, 3. Baron Neville de Raby und Maud Percy, Tochter von Henry Percy, 1. Baron Percy.

## Duchess of York
1422 übernahm Cecilys Vater, Ralph Neville, die Vormundschaft über Richard Plantagenet, 3. Duke of York. Richard war Waise und wurde nach dem Tod seines kinderlosen Onkels Edward of Norwich, 2. Duke of York von König Heinrich V. von England als Duke of York anerkannt und damit später auch Oberhaupt des Hauses York. Nach dem Tod von Ralph Neville 1426 übernahm Joan Beaufort die Vormundschaft über Richard.
Vermutlich 1424 wurden Richard und Cecily, beide noch minderjährig, miteinander verlobt. Die eigentliche Hochzeit fand im Herbst 1429 statt, als Richard etwa 18 Jahre alt war und Cecily etwa 14. Obwohl Ehen unter sehr jungen Adeligen üblich waren, ist es unwahrscheinlich, dass die Ehe zwischen den beiden zu diesem Zeitpunkt vollzogen wurde, denn dies war zu dieser Zeit nicht erlaubt, solange beide Ehepartner kein „passendes“ Alter erreicht haben. Der Historiker John Ashdown-Hill schätzt, dass bei Frauen das passende Alter zu dieser Zeit etwa bei 16 Jahren lag.
Ashdown-Hill vermutet, dass die Ehe, obwohl sie von Cecilys Eltern arrangiert wurde, wohl recht glücklich gewesen sein dürfte, denn es gibt keine Aufzeichnungen darüber, dass Richard je Mätressen gehabt hätte. Das Paar verbrachte außerdem sehr viel Zeit zusammen, was letztlich in regelmäßige Schwangerschaften und die Geburt einer Reihe von Kindern mündete.
1439 wurde das erste Kind des Paars, Anne of York, in England geboren. Februar 1441 kam das zweite Kind zur Welt, ein Sohn namens Henry, der jedoch kurz danach verstarb. Im Juni 1441 begleitete Cecily Richard, der inzwischen Statthalter des englischen Königs in Frankreich geworden war, nach Frankreich, wo beide bis 1445 in der Normandie blieben. Das nächste Kind von Cecily und Richard, der spätere englische König Eduard IV., wurden in Rouen 1442 geboren. Auch die folgenden Kinder Edmund und Elizabeth, wurden vermutlich auf der Burg von Rouen geboren, zu der Zeit Hauptquartier der englischen Regierung in der Normandie.
1447 kehrte die Familie von Frankreich nach England zurück. Als Richard zum Lieutenant of Ireland ernannt wurde, reiste er 1449 nach Irland, sehr wahrscheinlich in Begleitung seiner Frau. Ob alle Kinder ihre Eltern begleiteten, ist unklar. In Irland wurde ein weiterer Sohn, George, geboren. 1450 kehrte die Familie wieder nach England zurück. Zwischen 1447 und 1453, der Geburt des ersten Sohnes von König Heinrich VI., waren Edmund Beaufort, Duke of Somerset, und Richard, Duke of York, unter den mächtigsten Personen im Königreich und die beiden nächsten Kandidaten für die Thronfolge. Dies machte Cecily Neville für diese Zeit zu einer der mächtigsten Frauen in England.
Die Familie lebte in für England politisch instabilen Zeiten: König Heinrich VI. war ein schwacher König und anfällig für vorübergehende Episoden, in denen er unzurechnungsfähig war. Angesichts der Schwäche des Königs versuchten die mächtigsten Adelshäuser des Landes, sich mehr Einfluss zu verschaffen. 1455 brach schließlich ein Bürgerkrieg zwischen den Häusern York und Lancaster, die Rosenkriege, mit der ersten Schlacht von St Albans offen aus.
Cecily blieb während dieser Zeit auf dem Familiensitz, Ludlow Castle, auch als Richard of York gezwungen war, nach Irland und Kontinentaleuropa zu fliehen. Sie setzte sich während dieser Zeit auch für die Sache des Hauses York ein. Als das englische Parlament über das Schicksal des emigrierten Richards entscheiden sollte, reiste sie nach London, wo es ihr gelang eine Begnadigung zu erbitten, wenn Richard innerhalb von acht Tagen vor dem Parlament erscheinen würde. Als dies nicht geschah, wurden seine Ländereien von der Krone eingezogen. Cecily gelang es jedoch, eine jährliche Unterstützung von 1000 Mark als Unterhalt für sich und die Kinder zu erhalten.
Nach dem Sieg des Hauses York bei der Schlacht von Northampton 1460 wurde Richard wieder rehabilitiert. Er zog in Begleitung von Cecily im Triumph in London ein und erhob sogar Anspruch auf den englischen Thron. Mit der Schlacht von Wakefield 1460 wendete sich das Blatt wieder zugunsten des Hauses Lancaster. Richard of York, sein zweiter Sohn Edmund, Earl of Rutland, sowie Cecilys Bruder, Richard Neville, Earl of Salisbury, fielen in der Schlacht. Um ihre jüngsten Söhne George und Richard vor einer möglichen Verfolgung durch das Haus Lancaster zu schützen, sandte sie die beiden ins Exil nach Burgund an den Hof von Philip III., während sie selbst in England blieb.

## Witwe und Mutter von zwei Königen
Cecilys ältester Sohn, Eduard, setzte nun als Oberhaupt des Hauses York den Kampf gegen das Haus Lancaster fort, schließlich erfolgreich. Als Eduard 1461 als Eduard IV. zum König von England gekrönt wurde, war Cecily als Mutter des Königs die mächtigste Frau im Königreich. Während Eduard sich im Norden Englands aufhielt, um gegen die verbleibenden Kräfte des Hauses Lancaster zu kämpfen, war Cecily die Repräsentantin des neuen Königs in London. Eduard gewährte seiner Mutter einen umfangreichen Unterhalt von 5000 Mark pro Jahr. Cecilys herausragender Rang als erste Frau in England änderte sich, als Eduard seine heimliche Heirat mit Elizabeth Woodville öffentlich bekannt machte.
Aufgrund von Elizabeths Stellung als Königsgemahlin erlangte ihre Familie, die Woodvilles, einen großen Einfluss am Hof, was den Widerstand anderer Adelsfamilien hervorrief, einschließlich Eduards jüngerem Bruder, George, Duke of Clarence, der sich schließlich auf die Seite des Hauses Lancaster schlug. Cecily versuchte wohl, zwischen den Brüdern zu vermitteln, denn es ist belegt, dass sich die beiden Brüder im März 1470 in Baynard’s Castle trafen, dem Wohnsitz ihrer Mutter in London, wobei die Versöhnung nicht lange anhielt, denn George und weitere Rebellen gegen den König wurden 1478 von Eduard wegen Hochverrats verurteilt und hingerichtet.
Als Eduard IV. 1483 unerwartet starb, hinterließ er nur zwei minderjährige Söhne. Im Anschluss an Eduards Tod machten verschiedene Anschuldigungen gegen Eduard die Runde, unter anderem auch die Behauptung, Eduard sei das Resultat eines Seitensprungs seiner Mutter Cecily sei, die während der Abwesenheit ihres Ehemannes mit einem Bogenschützen namens Blaybourne eine Liebesaffäre gehabt haben soll. Die Behauptung, Eduard sei ein uneheliches Kind gewesen, wurde von heutigen Historikern kontrovers diskutiert. Einige sind der Meinung, dass die Anschuldigung, Cecily Neville sei untreu gewesen, plausibel sei und ziehen zum Beleg errechnete Daten für mögliche Empfängnis des Jungen heran. Andere Historiker halten die Berechnungen für unplausibel und auch für irrelevant, da Richard of York seinen Sohn offensichtlich anerkannte und es keinerlei Gerüchte über eine Untreue Cecilys während der Kindheit Eduards gab.
Eduards jüngerer Bruder Richard, Duke of Gloucester, nutzte diese Gerüchte und ließ sich mit der Begründung, seine Neffen seien unehelich, zum König krönen. Als König Richard III. blieb er jedoch nicht lange an der Macht, denn eine vereinigte Armee hinter Heinrich Tudor, Earl of Richmond, besiegte ihn in der Schlacht von Bosworth 1485. Damit hatte Cecily alle ihre Söhne überlebt, aber zwei ihrer Töchter, Elizabeth und Margaret, waren noch am Leben. Elizabeth of York, Cecilys Enkelin, Tochter von Eduard IV., heiratete Heinrich Tudor, der als Heinrich VII. den englischen Thron bestieg.
Cecily erlebte noch die Geburt ihrer Urenkel Arthur, Margaret und Heinrich (den späteren Heinrich VIII.). Während der Regierungszeit Heinrichs VII. widmete sich Cecily vor allem ihren religiösen Interessen. Heinrich VII. ließ Cecily Neville weitgehend unbehelligt und gewährte ihr sogar 1486 das Recht, Wolle ohne Zoll zu exportieren, sowie ab Juni 1486 ein Einkommen auf der Basis der Einkünfte aus den Landsitzen, die ihr Eduard IV. 1461 gewährt hatte. Cecily starb 1495. Cecily hinterließ ein ausführliches Testament, das bis heute erhalten ist und Anlass zu Spekulationen über Cecilys Allianzen und Loyalitäten gibt.

## Nachkommen
- Joan of York (*/† 1438)
- Anne of York (* 10. August 1439; † Januar 1476); ⚭ 1. Henry Holland, 3. Duke of Exeter (Haus Holland), ⚭ 2. Sir Thomas St. Leger
- Henry of York (* 10. Februar 1441), starb als Kind
- Eduard IV. (* 28. April 1442; † 9. April 1483), König von England
- Edmund, Earl of Rutland (* 17. Mai 1443; † 30. Dezember 1460 in der Schlacht von Wakefield)
- Elizabeth of York (* 22. April 1444; † 1503); ⚭ John de la Pole, 2. Duke of Suffolk, der als Kind mit der Königsmutter Margaret Beaufort verlobt wurde
- Margareta von York (* 3. Mai 1446; † 23. November 1503); ⚭ Karl der Kühne
- William of York (* 7. Juli 1447), starb als Kind
- John of York (* 7. November 1448), starb als Kind
- George Plantagenet, 1. Duke of Clarence (* 21. Oktober 1449; † 18. Februar 1478)
- Thomas of York (* 1451, gestorben als Kleinkind)
- Richard III. (* 2. Oktober 1452; † 22. August 1485 bei Market Bosworth, Leicestershire), König von England
- Ursula of York (* 1454, gestorben als Kleinkind)